# IC 4901
IC 4901 је спирална галаксија у сазвјежђу Паун која се налази на листи објеката дубоког неба у Индекс каталогу.
Деклинација објекта је - 58° 42' 48" а ректасцензија 19h 54m 23,5s. Привидна величина (магнитуда) објекта IC 4901 износи 11,6 а фотографска магнитуда 12,3. Налази се на удаљености од 22,649 милиона парсека од Сунца. IC 4901 је још познат и под ознакама ESO 142-50, AM 1950-585, IRAS 19501-5850, PGC 63797.